# Un conde suerto en Hollywood
Un conde suerto en Hollywood es una película venezolana de comedia del año 2013. Es producida, escrita, dirigida y protagonizada por Benjamín Rausseo, famoso comediante más conocido como Er Conde del Guácharo.
Esta película sirve como secuela de Er Conde Bond, y tiene la intención de parodiar a la cinta cinematográfica Un detective suelto en Hollywood.  
Fue estrenada 15 de agosto de 2014 en Venezuela. Los escenarios donde se grabó la película fueron en Estados Unidos y Venezuela.

## Sinopsis
Er Conde Suelto en Hollywood’ es la historia del Detective Conde, miembro de la “Policía Montada de Güiria,” quien, por problemas personales con su pareja (aunque “a él no le gusta hablar de eso!”) llega a Los Ángeles mediante un programa de intercambio entre Cuerpos Policiales. 
El personaje, de sombrero y alpargata, arriba a la ciudad de los sueños coincidiendo con la entrega anual de los premios de la Academia. Y este año le harán un homenaje a los 100 años de vida artística de Charles Chaplin entregando una edición especial de la estatuilla valorada en 30 millones de dólares. Pero apenas llega, un falso robo en un banco distrae a las autoridades y la estatuilla es robada de su bóveda tras una cadena de explosiones. 
Sofía, una hermosa agente, le dará hospedaje al detective y se convertirá en una gran compañera para él y con quien vivirá el caso más importante de su carrera! Sin embargo, aún hay más giros inesperados. Y, al final de un sinfín de acontecimientos y de mucha suerte, triunfa el bien sobre el mal y los mafiosos son capturados por los policías del Departamento de Los Ángeles encabezados por el detective Conde.

## Elenco
- Benjamín Rausseo
- Michelle Taurel
- Steve Wilcox
- Xavier Burbano
- Elio Pietrini
- Luis Canache
- Pastor Oviedo
- Jhonny Prado
- Honorio Torrealba Jr.[4]
- Athina Marturet.
- Barry Greco
- Ely Feldman
- Máximo Díaz Pérez
- Víctor Olivera
- Athina Marturet
- Luis Pérez Pons
- Breinel "La Titi"
- Julian Gutiérrez “Machalengo”

## Recepción
"Er Conde suelto en Hollywood" los primeros de la película acumuló un total 103,300 boletos vendidos tras 10 días de exhibición. Luego alcanzó la cifra de 300 mil boletos vendidos al cumplirse la cuarta semana en exhibición en los cines venezolanos. Siendo una de la 5 películas venezolanas taquilleras.